# Герб Сеари
Герб штату Сеара — геральдична емблема та один з офіційних символів бразилійського штату Сеара. Герб Сеари також є центральним елементом прапора Сеари.

## Історія
Спочатку герб був запроваджений Законом № 393 від 22 вересня 1897 року за уряду Антоніо Пінту Ногейра Аччолі. У 2007 році уряд Сеара сприяв відродженню герба з новим дизайном і описом конструкції, але зберігаючи елементи оригінального герба. Таким чином, він був офіційно змінений законом № 13.878 від 23 лютого 2007 року та законом № 13.897 від 21 червня 2007 року.

## Геральдичний опис

Аркуш конструкції герба.

Символ Сеара характеризується геральдичною роботою, яка віддає перевагу регіональній культурі спадщини, захищаючись від старої геральдики європейського колоніалізму: A primeira descrição heráldica do brasão cearense foi oficializada no artigo 1º do decreto de 1897:
Aрт. 1º Герб держави буде представлений щитом, увінчаним фортом старовинної споруди. Еліпс, пересічений зоною в косому напрямку зліва направо та позначений зірками, що символізують різні муніципалітети штату, показуватиме в центрі щита частину берегової лінії, що включає бухту та маяк Мукуріпе; і контур птаха виділятиметься під прямим кутом того самого щита, оточуючи його гілками тютюну та бавовни.
У 2007 році уряд Сеара сприяв відродженню та стандартизації герба Сеара, який тепер відображається з таким описом:
Aрт. 1. Герб штату Сеара буде представлений полонієвим щитом із зеленим полем, розділеним на дві частини, з сімома зірками в лівій частині білого кольору, які символізують мезорегіони штату, а в цілому — центральний еліпс із внутрішніми елементами, розподіленими по чотирьох квадрантах, з лінією горизонту в центрі. Перший квадрант містить сонце та маяк Мукуріпе; другий — пилка і птах; третя — море і пліт; і четвертий, сертан і дерево карнауба, що символізують чотири елементи природи: вогонь, повітря, воду і землю. У вигляді герба фігура фортеці давньої споруди, золотого кольору, з п'ятьма мерлонами.

(...)
§ 2º Взявши за основу довільний модуль «М», у державному гербі будуть дотримані такі пропорції: ширина відповідатиме семи модулям (7М), висота — восьми модулям (8М), а загальний набір герба відповідатиме пропорції сім модулів (7М) у ширину на дев’ять модулів і п’ять десятих (9,5М) у висоту згідно з додатком І цього Закону. (У редакції Закону № 13.897 від 21.06.07)

Додаток І Закону № 13897 від 21.06.2007 р.
Герб Сеари
Монохромний герб Сеари

## Gопередні герби

### 1894 рік

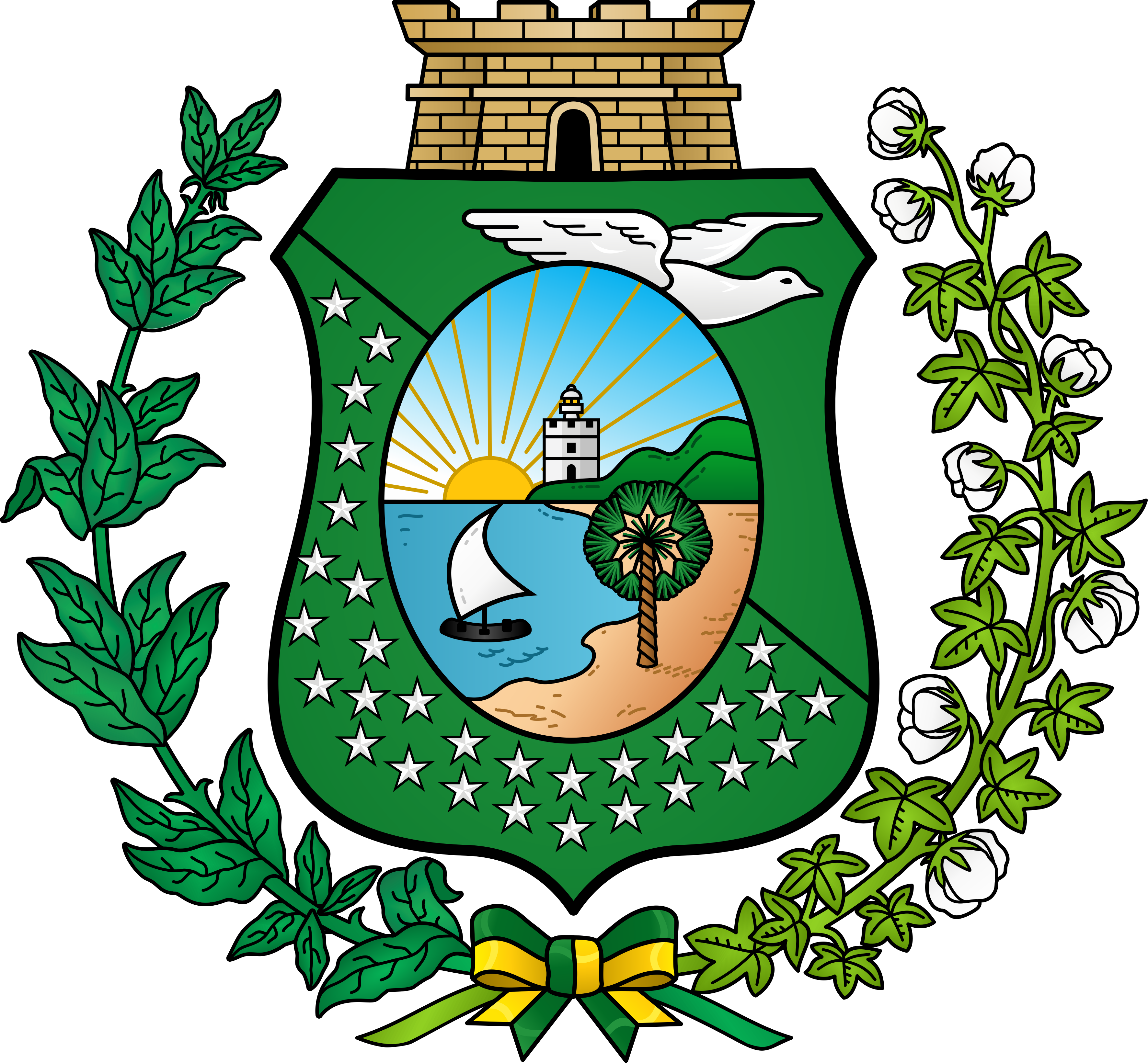
Старий герб Сеара (1897—1967) з щитотримачами оригінального кольору (гілки тютюну та бавовни).

Запроваджений законом № 393 від 22 вересня 1897 року, герб описувався так:
Арт. 1º. Герб держави буде представлений щитом, увінчаним фортом стародавньої споруди та оформленим у такий спосіб: еліпс, перетинається ниткою зліва направо та всіяний зірками, що символізують різні муніципалітети. штату, на ньому в центрі щита буде показано частину узбережжя, включаючи бухту та маяк Макуріпе; і пташиний візерунок виділятиметься під прямим кутом того самого щита, оточуючи його гілками тютюну та бавовни, все відповідно до прикладеної моделі.

## Галерея

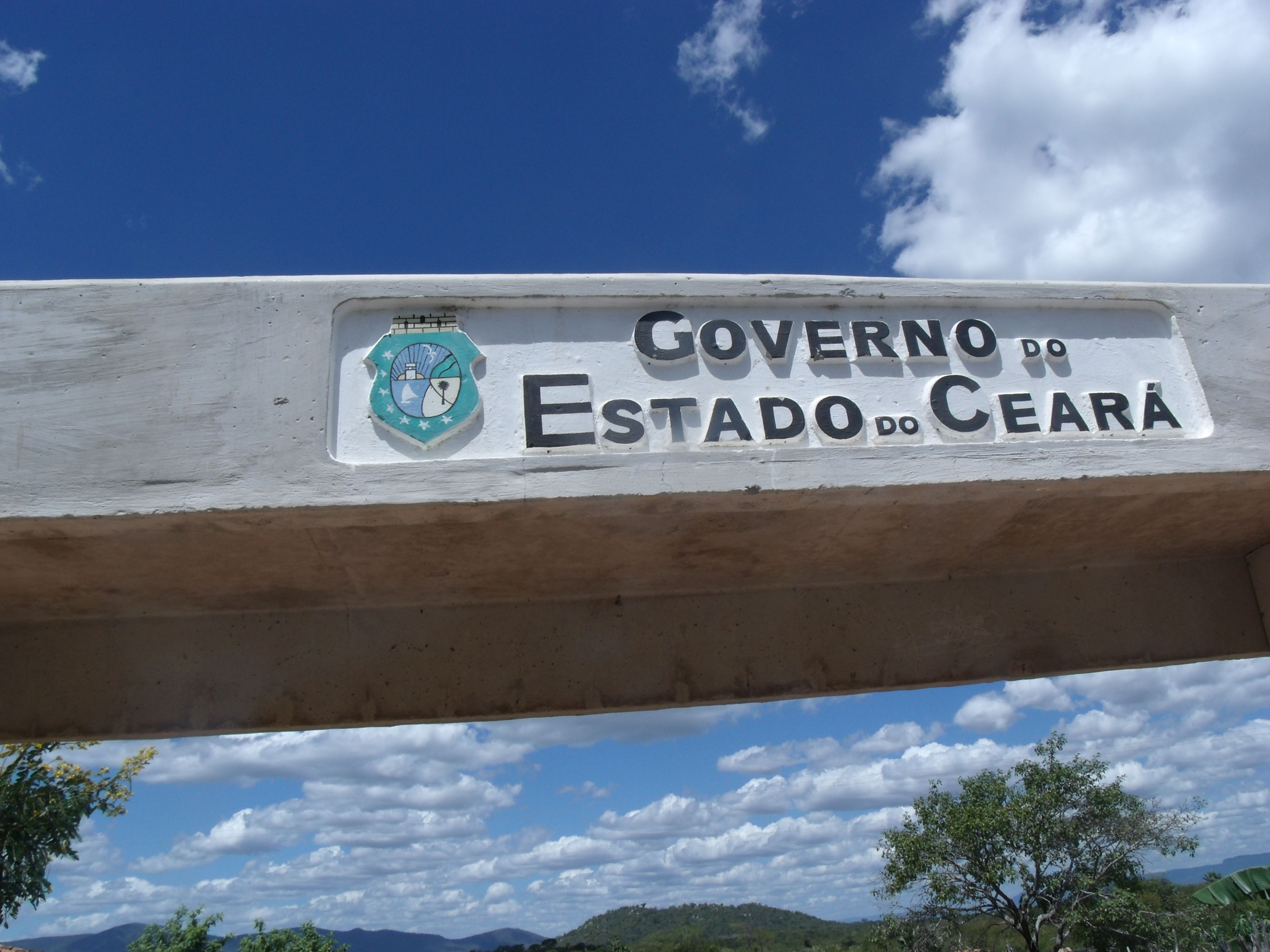
Герб Сеара в архітектурному орнаменті.
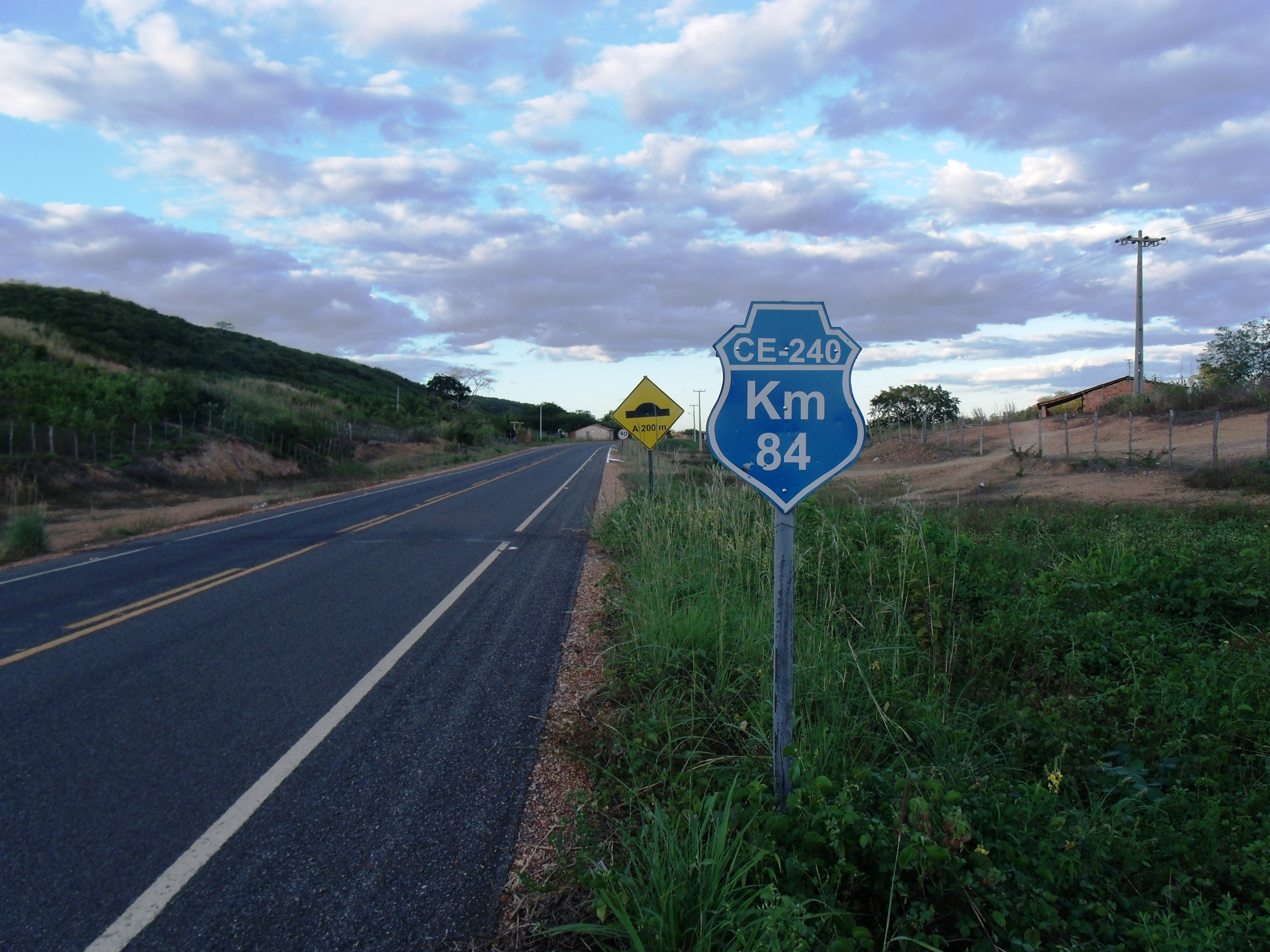
Форма щита, що складає геральдику герба, як табличка із зазначенням кілометрів на державній трасі в Сеарі.